# Suburitō
Un suburitō (素振り刀?)  è un tipo di bokken, una spada da allenamento in legno originaria del Giappone.

## Descrizione e utilizzo
Il suburitō ha una lama molto più spessa rispetto all'impugnatura, il che rende il suburitō molto più pesante di un normale bokken. I suburitō sono usati per praticare il suburi (esercizi di taglio con la spada) e kata (forme codificate). Il peso del suburitō è usato per rafforzare la muscolatura, oltre a sviluppare lo spirito. Il suburitō viene utilizzato anche per perfezionare la tecnica individuale.
Un suburitō è lungo circa 3-4 shaku (90-120cm), con una massa di circa 2 kin (1,2 kg). Tuttavia, questi bokutō possono variare ampiamente in dimensioni e peso. Un suburitō generalmente non include una guardia.
La leggenda narra che Miyamoto Musashi scolpì un bokken che assomigliava a un suburitō da un remo di una barca mentre viaggiava verso il suo famoso duello con Sasaki Kojiro, che presumibilmente fu ucciso.